# Wilhelm Ginzkey

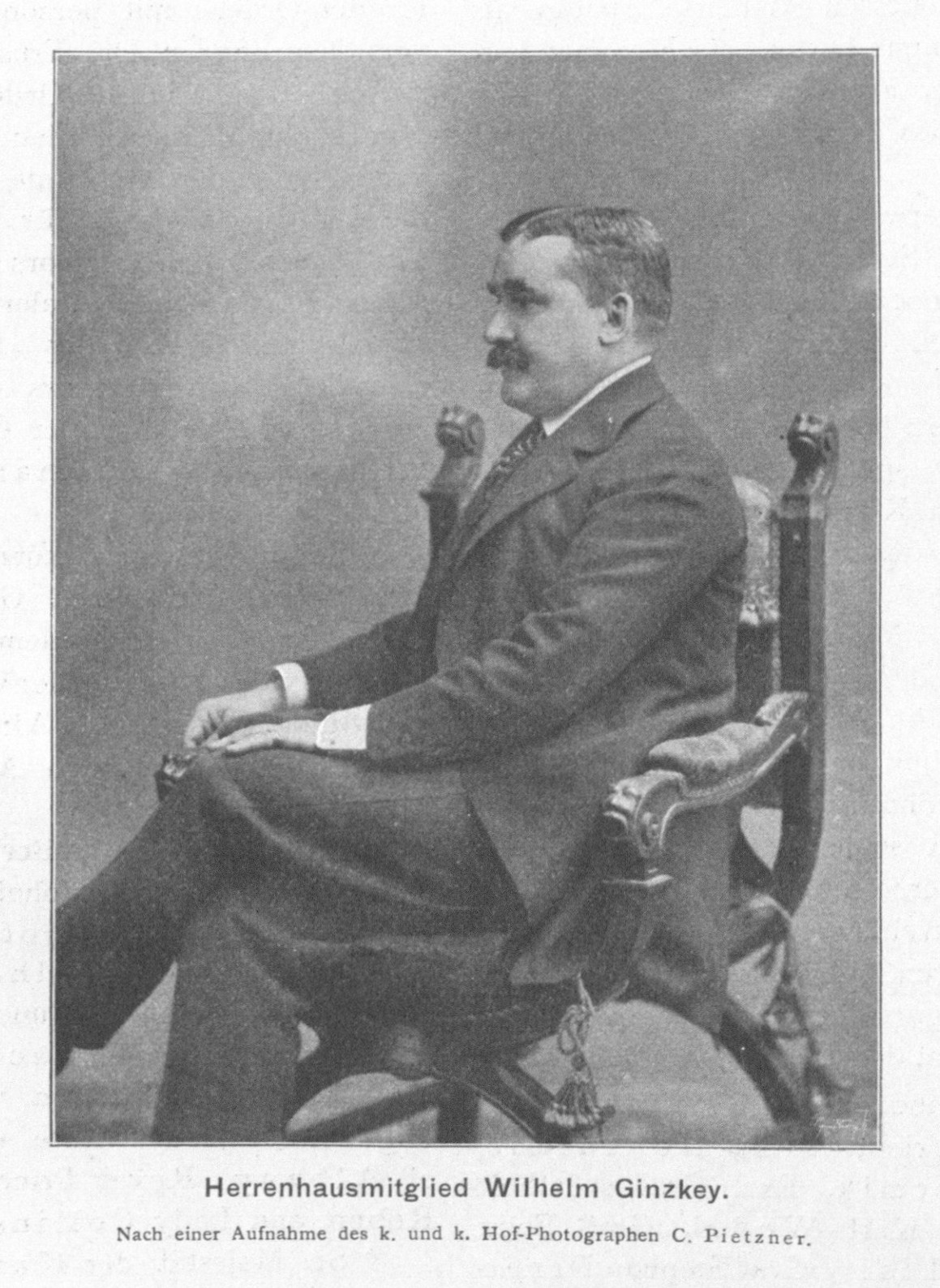
Wilhelm Ginzkey (1903)

Werbung von I. Ginzkey (1917)

Wilhelm Ginzkey (* 16. Oktober 1856 in Maffersdorf, Königreich Böhmen; † 30. April 1934 ebenda) war ein österreichischer Unternehmer in der Textilindustrie.

## Biografie
Wilhelm Ginzkey, ein Sohn des Unternehmensgründers Ignaz Ginzkey, setzte die Entwicklung der Teppich- und Deckenfabrik Ginzkey in Maffersdorf bei Reichenberg in Nordböhmen zu einem der bedeutendsten Industrieunternehmen der damaligen österreichisch-ungarischen Monarchie mit weitreichenden Handelsbeziehungen fort.
Zusammen mit seinen Brüdern Ignaz Ginzkey jun. (1850–1895), Präsident der Handels- und Gewerbekammer in Reichenberg, und Alfred Ginzkey (1866–1911), Jurist und Absolvent der Textilschule in Leeds, erweiterte er den Produktionsbetrieb in Maffersdorf mit Teppichwebstühlen für Jacquardweberei und Webstühlen für Decken mit einer beachtlichen Zunahme an Arbeitsplätzen durch eine britische Weberei, eine Axminster- und eine Smyrna-Weberei. In der Handknüpferei entstand ein Teppich in den Maßen 16,20 m × 25,45 m, der an das Waldorf-Astoria-Hotel in New York City geliefert wurde. Für die Beschäftigten des Unternehmens bestanden soziale Einrichtungen, eine Betriebskrankenkasse, ein Pensionsfonds und ein Konsumverein für preiswerte Einkäufe. Martha Ginzkey ließ Kantinen für die Mitarbeiter und ein Betreuungshaus für kranke und alte Menschen bauen, das im Jahr 1904 der Gemeinde Maffersdorf übergeben wurde.
Wilhelm Ginzkey war seit 1911 Alleininhaber und Leiter des Unternehmens. Er war der Gründer des Nordböhmischen Gewerbemuseums in Reichenberg und Präsident der Handels- und Gewerbekammer Reichenberg. Von 1902 bis 1918 war er Mitglied des österreichischen Herrenhauses.
Das Unternehmen überstand nach der Gründung der Tschecho-Slowakischen Republik im Jahr 1918 die danach einsetzende Inflation des Jahres 1923 und die Weltwirtschaftskrise ab 1929 mit ihrer Massenarbeitslosigkeit. Im Jahr 1945, als Truppen der Roten Armee Maffersdorf besetzt hatten, wurde die Familie Ginzkey als vermögende Sudetendeutsche enteignet und vertrieben. Im Jahr 1947 gelang der Familie in Sankt Martin bei Lofer in Österreich mit der Textilbetrieb Lofer GmbH ein wirtschaftlicher Neuanfang.